# Silene dubia
Silene dubia är en nejlikväxtart som beskrevs av Herbich och Paul Rohrbach. 
Silene dubia ingår i släktet glimmar och familjen nejlikväxter. Inga underarter finns listade i Catalogue of Life.